# Iván Cheuquelaf
Iván Alejandro Cheuquelaf Rodríguez (Santiago, 14 de septiembre de 1981) es un abogado y político chileno de origen mapuche. Desde agosto de 2020 hasta el enero de 2021 se desempeñó como subsecretario de Minería, bajo el segundo gobierno de Sebastián Piñera.

## Datos biográficos
Es hijo de Aldo Alberto Cheuquelaf Paillal y Gloria Angélica de Lourdes Rodríguez.
Egresó como abogado de la Pontificia Universidad Católica (PUC), además cuenta con un diplomado de Negociación y Coaching de la misma casa de estudios. Tiene más de diez años de experiencia en los sectores público y privado, con amplios conocimientos en derecho público, seguimiento de proyectos, derecho ambiental y pueblos indígenas.
Entre el año 2009 y 2010 se desempeñó como abogado en la Corporación Nacional de Desarrollo Indígena (CONADI).
Durante el primer gobierno del presidente Sebastián Piñera, trabajó en el Ministerio Secretaría General de la Presidencia como abogado sectorialista de la División Jurídico-Legislativa.
El año 2014 ingresó a la Dirección Ejecutiva del Servicio de Evaluación Ambiental (SEA), lugar en el que se desempeñó como asesor en la División Jurídica, en el Departamento de Recursos de Reclamación y en la División de Evaluación Ambiental y Participación Ciudadana, donde estuvo hasta agosto de 2017.
Fue jefe de proyectos en la consultora ambiental Anagea, y luego jefe de la División de Desarrollo de Proyectos en el Ministerio de Energía.
El 31 de agosto de 2020 fue designado por el presidente Sebastián Piñera como subsecretario de Minería, en reemplazo de Ricardo Irarrázabal. Deja su cargo el 6 de enero de 2021, asumiendo en su reemplazo el ingeniero civil Edgar Blanco.

### Vida personal
Está casado con Carolina Nahuelhual Pulgar, y es padre de cuatro hijos.

## Historial electoral
| Año  | Tipo                          | Territorio                   | Votos | %    | Resultado |
| ---- | ----------------------------- | ---------------------------- | ----- | ---- | --------- |
| 2021 | Convencionales constituyentes | Pueblo mapuche (Macrozona 1) | 3660  | 1,68 | No electo |